# The City of Beautiful Nonsense
The City of Beautiful Nonsense è un film muto del 1919 diretto da Henry Edwards

## Trama
Uno scrittore povero, per compiacere il padre sul letto di morte, finge di essere sposato.

## Produzione
Il film fu prodotto dalla Hepworth.

## Distribuzione
Distribuito dalla Hepworth, il film uscì nelle sale cinematografiche britanniche nel novembre 1919.
Si pensa che sia andato distrutto nel 1924 insieme a gran parte degli altri film della Hepworth. Il produttore, in gravissime difficoltà finanziarie, pensò in questo modo di poter almeno recuperare l'argento dal nitrato delle pellicole.